# Portal (Zwolle)
Portal is een verzameling kunstwerken in Zwolle, op de route tussen het station en de binnenstad. De vijf verschillende kunstwerken zijn gemaakt door Ram Katzir en het duo Chaja Hertog en Nir Hadler (Hertog Nadler) in 2015 en geopend op 23 januari 2016.

## Geschiedenis
Bij de aanleg van een nieuwe reizigerstunnel onder station Zwolle besloot de Zwolse gemeenteraad in 2013 een prijsvraag uit te schrijven voor een kunstroute tussen de tunnel en de binnenstad van Zwolle. In maart 2014 werden drie voorstellen geselecteerd uit ruim honderd inzendingen: een van de groep Observatorium, Milou van Ham en Moniek Driesse, een van Wiseguys Urban Art Projects en Fernando Sánchez Castillo en het winnende voorstel van Ram Katzir, Chaja Hertog en Nir Nadler.
In totaal werd er voor het project €600.000 vrijgemaakt, bekostigd door de gemeente Zwolle, provincie Overijssel, het Mondriaan Fonds en subsidie vanuit de Europese Unie. De uitvoering van de ontwerpen vond plaats tussen de zomer van 2015 tot de winter van 2016, met een opening van het project op 23 januari 2016.
In 2020 werd de kunstroute verder uitgebreid door het kunstenaarscollectief.

## Projecten

### Tijdtunnel
De Tijdtunnel is een 244 minuten durende audiovisuele installatie in de reizigerstunnel onder station Zwolle, op een beeldscherm met een afmeting van 192x528cm. Het idee achter de video is het tijdreizen per spoor. Hierdoor komen allerlei tijdsperiodes uit de geschiedenis van Zwolle, van de steentijd tot de toekomst, maar ook een schaapskudde en de Zwolse kunstenaar Herman Brood.
Voor de video hebben 500 Zwollenaren geacteerd, onder wie ook de toenmalige burgemeester van Zwolle, Henk Jan Meijer.

### Blauwe Lijn
De Blauwe Lijn is een 303m lang bronzen blauw lint gelegd op de stoep tussen het Stationsplein en de Burgemeester Van Roijensingel. Langs de blauwe lijn zijn twaalf onderbrekingen te vinden: bronzen zegels met een diameter van 25 cm, waarop de inscriptie 'De toekomst heeft een lang verleden' is aangebracht in het Nederlands, Frans, Duits en Spaans. Deze vier talen zijn allemaal op een gegeven moment de voertaal in Zwolle geweest.

### Swol
Swol is een ondergrondse installatie, welke te zien is door een raam in een bult in de stoep. Deze bult verwijst naar de oorsprong van de naam Zwolle, Suolle welke verwant is aan een 'zwelling in het landschap'. De naam 'Swol' is een variant op deze naam.
Onder de bult is een klein treinstation te zien met een gebogen spoor.
In mei 2019 werd het kunstwerk tijdelijk naar het atelier van Ram Katzir in Zoetermeer verplaatst wegens verbouwingswerkzaamheden aan het Stationsplein.

### Stadszegel
Het Stadszegel is een bronzen kaart van 250x220cm van de binnenstad van Zwolle, welke verbonden is aan de Blauwe Lijn. Het is geplaatst op de kruising van de Van Nagelstraat, Stationsweg en Burgemeester Van Roijensingel.

### Audioscopen
Aan de Burgemeester Van Roijensingel staan een tweetal koperkleurige geluidsinstallaties opgesteld waaruit onder meer verhalen te horen zijn over de brand in de Sint-Michaëlskerk en hoe de aartsengel Michaël Zwolle beschermde van een draak.

## Galerij

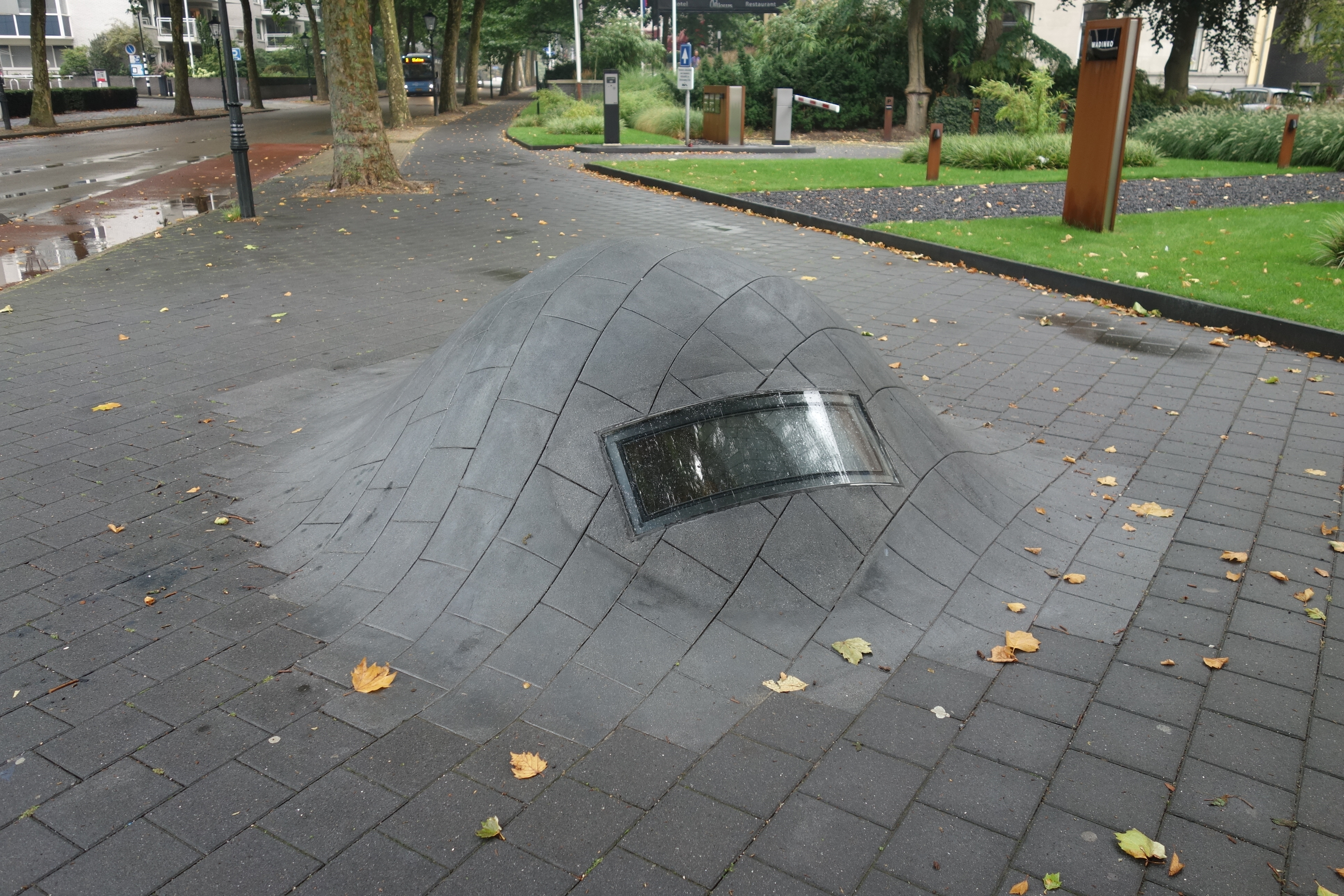
Swol
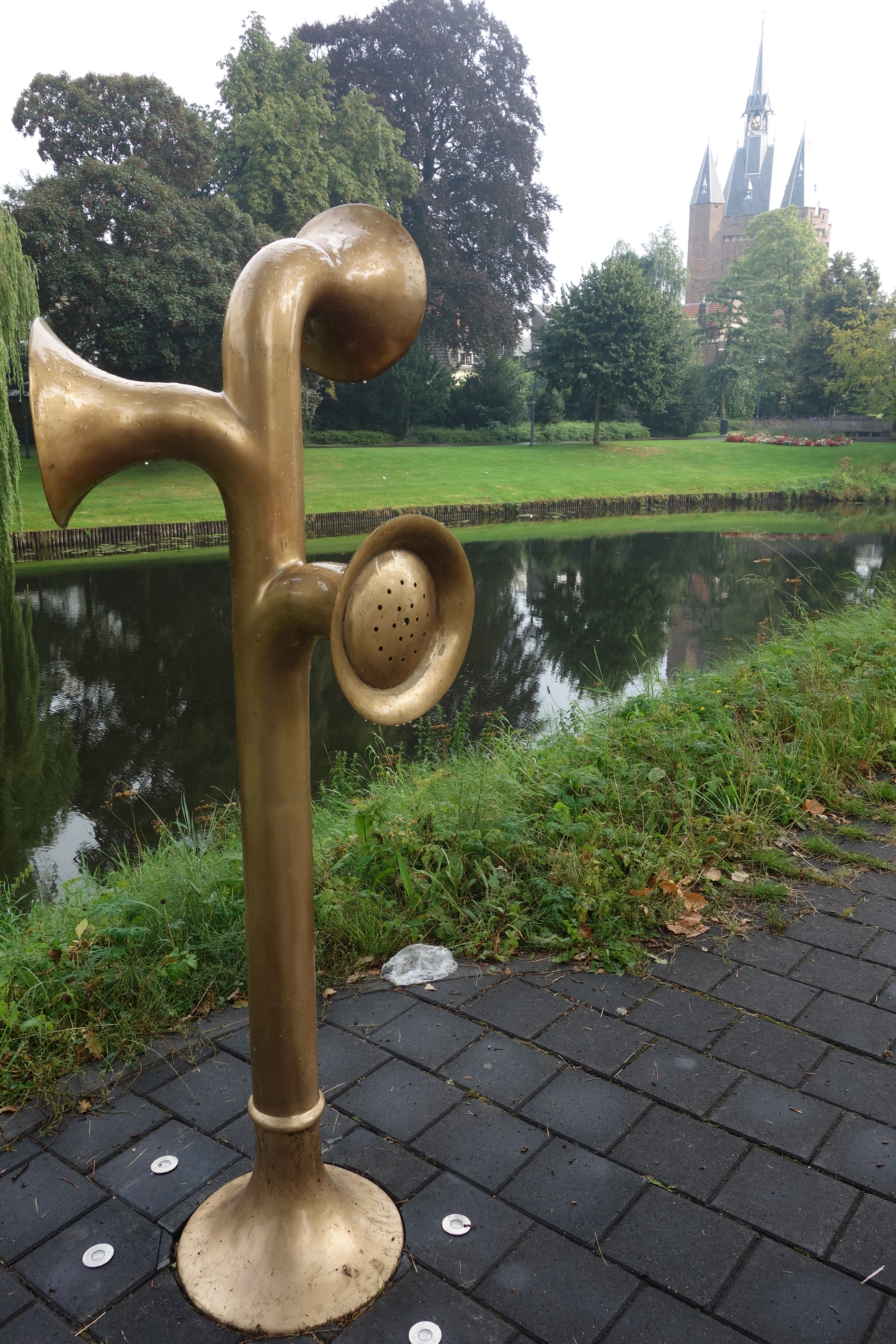
Audioscopen